# اغتيال برايان ثومسون
في 4 ديسمبر 2024؛ قُتل بريان ثومسون الرئيس التنفيذي لشركة التأمين الصحي الأمريكية يونايتد هيلث كير والبالغ من العمر 50 عامًا بالرصاص في ميدتاون مانهاتن بمدينة نيويورك. وقع إطلاق النار في وقت مبكر من الصباح خارج مدخل فندق هيلتون ميدتاون في نيويورك. كان ثومسون في المدينة لحضور اجتماع سنوي للمستثمرين لشركة يونايتد هيلث جروب ( الشركة الأم لشركة يونايتد هيلث كير). واجه قبل وفاته انتقادات بسبب رفض الشركة لمطالبات التأمين، كما أفادت عائلته بأنه تلقى تهديدات بالقتل في الماضي. وقد عثر على كلمات مثل "تأخير"، "رفض"، و"عزل" منقوشة على خراطيش الرصاص التي استخدمت في الهجوم. فر المشتبه به الذي وُصف في البداية بأنه رجل أبيض يرتدي قناعًا من مكان الحادث.
في 9 ديسمبر 2024، ألقت السلطات القبض على لويجي مانجيوني البالغ من العمر 26 عامًا في ألتونا، بنسلفانيا، واتهمته بقتل تومسون. قالت السلطات إن مانجيوني كان يحمل مسدسًا مطبوعًا بتقنية الطباعة ثلاثية الأبعاد وكاتم صوت يتوافق مع تلك المستخدمة في الهجوم، بالإضافة إلى رسالة قصيرة مكتوبة بخط اليد على شكل بيان ينتقد نظام الرعاية الصحية الأمريكي، وجواز سفر أمريكي، وبطاقات هوية مزورة متعددة، بما في ذلك بطاقة تحمل نفس الاسم تستخدم لتسجيل الدخول إلى نزل في الجانب الغربي العلوي من مانهاتن. كما ذكرت السلطات إن بصمات أصابعه تتطابق مع تلك التي وجدها المحققون بالقرب من مكان إطلاق النار في نيويورك. يعتقد المحققون أن مانجيوني استلهم فكرته من مقال لتيد كاتشينسكي بعنوان: "المجتمع الصناعي ومستقبله" (1995)، وكان دافعه مرتبطًا بآرائه الشخصية حول التأمين الصحي، مع الاعتقاد بأن إصابته قد لعبت دورًا في هذه الجريمة.
وجه الاتهام إلى مانجيوني في ألتونا، بنسلفانيا في 9 ديسمبر 2024. ومثل أمام محكمة فيدرالية في مدينة نيويورك في 19 ديسمبر. في 23 ديسمبر، تم توجيه الاتهام إليه في المحكمة العليا في نيويورك حيث دفع ببراءته من التهم الموجهة إليه. تم توجيه الاتهام إلى مانجيوني في إحدى عشرة تهمة من ولاية نيويورك وأربع تهم فيدرالية؛ تشمل التهم القتل العمد، القتل العمد في إطار الإرهاب، وحيازة سلاح ناري بشكل غير قانوني، وفي حال ثبتت عليه هذه التهم فقد يواجه عقوبة الإعدام.
حظيت وفاة ثومسون باهتمام واسع النطاق في الولايات المتحدة وأدت إلى ردود فعل متباينة. أعرب العديد من المسؤولين العموميين عن فزعهم وقدموا تعازيهم لأسرة ثومسون، على الرغم من أن البعض لفت الانتباه أيضًا إلى صناعة التأمين الصحي. وجدت استطلاعات الرأي أن غالبية الأمريكيين لديهم وجهة نظر سلبية تجاه القاتل، مع وجود دعم من فئة الشباب والليبراليين للقضية التي قام بها مانجيوني. أما على وسائل التواصل الاجتماعي، فقد تنوعت ردود الفعل بين استنكار القتل وبين التعاطف مع مانجيوني، حيث تم انتقاد ممارسات صناعة التأمين الصحي، لاسيما فيما يتعلق برفض المطالبات. وأدى الحادث أيضًا إلى تصاعد النقاشات حول تدابير الأمان الوقائي للمسؤولين التنفيذيين في الشركات.